# 回郭镇站
回郭镇站是一个陇海线上的铁路车站，位于河南省巩义市回郭镇，建于1909年，2004年因中国铁路第五次大提速而撤销，撤销前为四等站，邮政编码为451283。撤销前客运：办理旅客乘降；不办理行李、包裹托运；货运：办理整车货物发到；危险货物仅办理农药、化肥发到。